# جواهر التفسیر

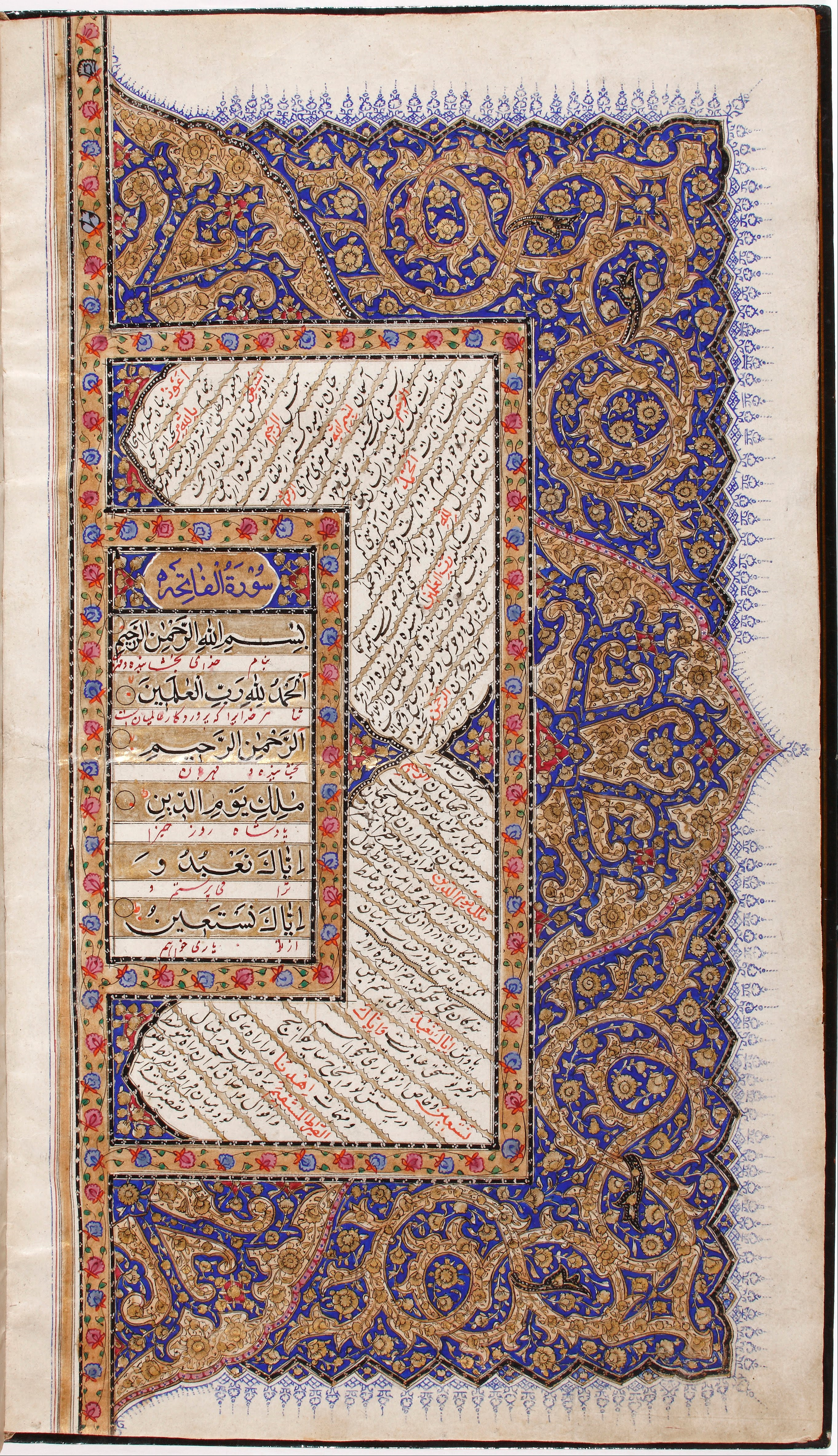
برگه‌ای از جواهر التفسیر

جواهر التفسیر لتحفة الامیر تفسیری ادبی، عرفانی، و حروفی از قرآن، اثر ملا حسین واعظ کاشفی است که اواخر قرن نهم قمری در هرات نوشته شد. کاشفی که از علمای جامع‌العلوم دورهٔ تیموریان است این اثر را طی سه یا چهار سال یعنی حدود سال‌های ۸۸۶ تا ۸۹۰ قمری نوشته‌است.
جواد عباسی، مصحح جواهر التفسیر، این اثر را به احتمال قوی اولین و آخرین تفسیر قرآن با گرایش به استفاده از علم حروف و اعداد می‌داند. او قائل به دو شاخه از حروفی‌گری است: اول از جهت علم حروف و اعداد که قدمتی به درازای تاریخ دارد و دوم از جهت نهضت حروفیه در دورهٔ تیموریان و به رهبری شیخ فضل‌الله استرآبادی که به گفتهٔ عباسی، «شبه‌صوفیانه و به نوعی بدعت‌آمیز» است.
نثر کاشفی در جواهر التفسیر بینابین سبک متکلّف و مرسل، همراه با آرایه‌های ادبی است.
جواهر التفسیر را کاشفی به دو سبک ادبی–تفسیری نوشته‌است: بخش اول که به تفسیر سورهٔ حمد اختصاص دارد، مشروح و مشحون از آرایه‌های بلاغی است اما بخش دوم یعنی از ابتدای سورهٔ بقره تا آیهٔ ۸۴ سورهٔ نساء از نظر کمیت و آرایه‌های ادبی به‌تدریج رو به کاهش می‌گذارد. احتمالاً به همین دلیل کاشفی از ادامهٔ نگارش آن منصرف شده و قصد نوشتن تفسیری مختصر و خلاصه از نو کرده‌است. کاشفی در مقدمهٔ مواهب علّیه می‌گوید که قصد داشته این تفسیر را در چهار جلد تمام کند؛ جلد اول را به اتمام رسانده، مواد تألیف سه جلد دیگر را نیز گرد آورده اما فرصت تألیف و تحریر مابقی دست نداده‌است.
از جواهر التفسیر با دو عنوان کم‌کاربردتر تفسیر عروس و تفسیر زهراوین نیز یاد شده‌است اما جواد عباسی احتمال قوی را بر صحت جواهر التفسیر بدون کم یا زیاد می‌گذارد و دو عنوان دیگر را از برساخته‌های دورهٔ اخیر و فاقد اعتبار می‌داند. او عبارت «لتحفة الامیر» را نیز جزء نام اصلی کتاب نمی‌داند چرا که به گفتهٔ او این عبارت تنها در خطبهٔ کتاب و هنگام نام بردن از امیر علی‌شیر نوایی و تقدیم کتاب به او اضافه شده‌است و خود کاشفی در جایی دیگر نام آن را جواهر التفسیر لکلام القدیر ذکر می‌کند. پسرش، فخرالدین علی صفی؛ مورخ معاصرش، خواندمیر؛ و امیری که کتاب به او تقدیم شده، امیر علی‌شیر نوایی، نیز همگی تنها از عنوان جواهر التفسیر استفاده کرده‌اند.
جواد عباسی جواهر التفسیر را با استفاده از چهار نسخهٔ خطی موجود در ایران، ظرف ۲٫۵ سال تصحیح و در سال ۱۳۷۹ خورشیدی توسط انتشارات میراث مکتوب منتشر کرد.